# Liste der Stolpersteine in Magdeburg-Leipziger Straße
Die Liste der Stolpersteine in Magdeburg-Leipziger Straße enthält die Stolpersteine im Magdeburger Stadtteil Leipziger Straße, die an das Schicksal der Menschen erinnern, die im Nationalsozialismus ermordet, deportiert, vertrieben oder in den Suizid getrieben wurden. Sie ist nach Nachnamen sortiert und listet Namen, Standorte. Die Tabelle erfasst insgesamt 5 Stolpersteine und ist teilweise sortierbar; die Grundsortierung erfolgt alphabetisch nach dem Familiennamen.
| Bild                         | Inschrift | Name                         | Ort                       | Verlegedatum  | Anmerkungen                                          |
| ---------------------------- | --- | ---------------------------- | ------------------------- | ------------- | ---------------------------------------------------- |
| Glogowski, Agnes Hanna       | HIER WOHNTE AGNES HANNA GLOGOWSKI GEB. POMPLITZ JG. 1897 AUSGEGRENZT/DRANGSALIERT ÜBERLEBT                                                | Glogowski, Agnes Hanna       | Schäfferstraße 12 (Karte) | 10. Okt. 2023 | Biografie: Glogowski_Familie.PDF (PDF; 840 kB)       |
| Glogowski, Eva               | HIER WOHNTE EVA GLOGOWSKI JG. 1932 ENTRECHTET/GEDEMÜTIGT ÜBERLEBT                                                                         | Glogowski, Eva               | Schäfferstraße 12 (Karte) | 10. Okt. 2023 | Biografie: Glogowski_Familie.PDF (PDF; 840 kB)       |
| Glogowski, Hellmut           | HIER WOHNTE HELLMUT GLOGOWSKI JG. 1928 GEDEMÜTIGT/ENTRECHTET ÜBERLEBT                                                                     | Glogowski, Hellmut           | Schäfferstraße 12 (Karte) | 10. Okt. 2023 | Biografie: Glogowski_Familie.PDF (PDF; 840 kB)       |
| Glogowski, Josef Ernst       | HIER WOHNTE JOSEF ERNST GLOGOWSKI JG. 1890 GEDEMÜTIGT/ENTRECHTET TOT 24. JAN 1943                                                         | Glogowski, Josef Ernst       | Schäfferstraße 12 (Karte) | 10. Okt. 2023 | Biografie: Glogowski_Familie.PDF (PDF; 840 kB)       |
| Kaufmann, Emil               | HIER WOHNTE EMIL KAUFMANN JG. 1864 DEPORTIERT AUSCHWITZ ERMORDET 15.2.1943                                                                | Kaufmann, Emil               | Humboldtstraße 2 (Karte)  | 14. Nov. 2008 | Biografie: Kaufmann_Emil.PDF (PDF; 266,8 kB)         |
| Koch, Georg                  | HIER WOHNTE GEORG KOCH JG. 1893 ´SCHUTZHAFT´ 1938 BUCHENWALD DEPORTIERT 1942 GHETTO WARSCHAU ERMORDET                                     | Koch, Georg                  | Grusonstraße 10 (Karte)   | 11. Nov. 2021 | Biografie: Koch_Therese_u_Kinder.PDF (PDF; 452,1 kB) |
| Koch, Hulda                  | HIER WOHNTE HULDA KOCH JG. 1891 DEPORTIERT 14.4.1942 GHETTO WARSCHAU ERMORDET                                                             | Koch, Hulda                  | Grusonstraße 10 (Karte)   | 11. Nov. 2021 | Biografie: Koch_Therese_u_Kinder.PDF (PDF; 452,1 kB) |
| Koch, Therese geb. Schönfeld | HIER WOHNTE THERESE KOCH GEB. SCHÖNFELD JG. 1858 DEPORTIERT 1942 THERESIENSTADT ERMORDET 5.1.1943                                         | Koch, Therese geb. Schönfeld | Grusonstraße 10 (Karte)   | 11. Nov. 2021 | Biografie: Koch_Therese_u_Kinder.PDF (PDF; 452,1 kB) |
| Lorenz, Kurt Ernst Paul      | HIER WOHNTE KURT ERNST LORENZ JG. 1896 VERHAFTET 11.2.1941 § 175 SACHSENHAUSEN ERMORDET 8.7.1941                                          | Lorenz, Kurt Ernst Paul      | Leipziger Str. 67 (Karte) | 24. Nov. 2021 | Biografie: Lorenz_Kurt.PDF (PDF; 447 kB)             |
| Rohr, Manfred                | HIER WOHNTE MANFRED ROHR JG. 1919 ´SCHUTZHAFT´ 1941 MAGDEBURG DEPORTIERT 1942 BUCHENWALD, GROSS-ROSEN 12.9.1942 DACHAU ERMORDET 13.9.1942 | Rohr, Manfred                | Leipziger Str. 65 (Karte) | 8. Mai 2023   | Biografie: Rohr_Manfred.PDF (PDF; 428 kB)            |